# Pogostemon cablin
Il patchouli o pasciulì (Pogostemon cablin (Blanco) Benth., 1848) è una pianta della famiglia delle Lamiacee, nativa delle regioni tropicali dell'Asia e coltivata estensivamente in India e in Malaysia, dove è conosciuta con il nome di puchaput, ma anche in Cina, Thailandia, Indonesia, Mauritius, Filippine, Africa occidentale, Vietnam, Cambogia, Myanmar, Maldive, Madagascar, Taiwan, Sud America e Caraibi.
Si pensa che il nome della pianta derivi dalla lingua tamil, più precisamente dal termine patchai ellai (பச்சை இலை), letteralmente "foglia verde".

## Descrizione
Pogostemon cablin è una pianta perenne della famiglia delle Labiate, che presenta caratteristiche morfologiche molto simili a quelle della menta, motivo per cui queste due piante possono essere confuse.
Ha un aspetto cespuglioso e il suo fusto, caratterizzato dal color porpora e da una sottile peluria, può raggiungere al massimo 1 metro in altezza. Le foglie del patchouli hanno una forma ovale e molto ampia (che può raggiungere anche i 12 centimetri di lunghezza), sono morbide e vellutate al tatto e di colore verde chiaro. Emanano inoltre un intenso e caratteristico profumo.
La pianta produce fiori che si presentano riuniti in piccoli gruppi. I fiori sono di piccola dimensione, dal colore bianco-lilla e dalla peculiare struttura bilabiata: nella corolla si distinguono un labbro superiore formato da due petali saldati e un labbro inferiore composto da tre petali, dei quali quello centrale ha una forma molto ampia rispetto ai due laterali. La simmetria di questa struttura è del tipo bilaterale.

## Coltivazione
| Tipo di pianta               | Erbacea dall'aspetto cespuglioso |
| Metodo di coltivazione       | Vaso (da interni); piena terra   |
| Difficoltà di coltivazione   | Media - Alta                     |
| Temperatura minima           | 5 °C - 8 °C                      |
| Temperatura ideale           | >10 °C                           |
| Esposizione                  | Sole mattutino; Mezz'ombra       |
| Terreno                      | Ricco, fresco e ben drenato      |
| Irrigazione                  | Frequente                        |
| Altezza a maturità raggiunta | 0,50 - 0,80 metri                |
| Fioritura                    | Tardo autunno                    |
| Colore dei fiori             | Bianco - lilla                   |
| Rusticità (Resistenza)       | Media                            |

Il patchouli è una pianta che originariamente cresce in luoghi caratterizzati da climi tropicali, in cui le stagioni sono prevalentemente calde: il fattore importante per la sua crescita ideale sono infatti le temperature piuttosto elevate, generalmente maggiori di 10° centigradi. Nei luoghi di origine è una pianta da sottobosco, che gode di esposizione semi-ombreggiate, visto che non sopravvivrebbe a una costante esposizione alla luce diretta del sole.
Nei luoghi caratterizzati da un clima temperato, il patchouli cresce bene anche se esposto al pieno sole, a condizione che il terreno sia sempre ben irrigato e fresco e che, specialmente durante la stagione vegetativa, la temperatura delle foglie venga gradualmente riassettata al fine di evitare delle bruciature fogliari.
Nelle regioni in cui il clima è di tipo mediterraneo, invece, è preferibile ricreare un ambiente di semi-ombreggiatura, ad esempio posizionando la pianta sotto un pergolato o un altro albero che funga da filtro per la luce solare.
Il terreno ideale per una buona crescita del patchouli deve essere fertile, soffice e profondo, molto ben drenato. Gli esemplari coltivati in vaso, inoltre, vanno rinvasati ogni 2-3 anni, per permettere uno sviluppo equilibrato dell'apparato radicale. Inoltre, al fine di far sviluppare bene le radici della pianta, è necessario potarla con regolarità.
L’ideale, sia per piante cresciute in vaso che in giardino, è creare un substrato che faciliti il drenaggio, mescolando parti uguali di terriccio con terra di campo argillosa, a cui poi viene aggiunta una piccola quantità di sabbia.
Le piante di patchouli necessitano di una regolare innaffiatura, specialmente nei mesi estivi, per far sì che il terreno risulti sempre ben umido; durante i mesi freddi, poi, è appropriato ridurre la frequenza dell'irrigazione, che è sufficiente se fatta in maniera sporadica. Per facilitare la crescita della pianta e favorire il suo sostentamento, nei mesi da marzo a ottobre è consigliabile concimare il terreno ogni 10-15 giorni.
In caso di appassimento a causa di mancanza d'acqua, la pianta può riprendersi rapidamente dopo la pioggia o con un'attenta e costante irrigazione.
Durante il periodo vegetativo questa pianta necessita di abbondanti innaffiature, nonché di un terriccio ben idratato, ma non troppo. Durante, invece, il periodo di fioritura, in tardo autunno, si nota come i semi prodotti dai fiori siano molto profumati: i piccoli semi, inoltre, possono essere raccolti per la semina, ma, essendo molto delicati, si frantumano con facilità.

### Parassiti, malattie e complicazioni
Le piante di tipo patchouli si presentano come piante resistenti, motivo per il quale non sono solite ammalarsi o subire attacchi dei parassiti.
Ciò nonostante, alcuni fitofagi possono aggredirle, in particolare se vengono coltivate in ambienti artificiali come la serra.
Acari che rappresentano una minaccia per queste piante sono ad esempio il ragnetto rosso, ma anche parassiti come i bruchi fitofagi, che attaccano foglie e midollo della pianta.
Terra secca e troppo calore possono danneggiare gravemente la pianta in un ristretto lasso di tempo, anche in un solo pomeriggio.

## Moltiplicazione
La moltiplicazione della pianta di patchouli si effettua:
- Per talea semilegnosa: le talee della pianta madre vengono radicate nell'acqua per produrre delle piante aggiuntive. Tale tecnica è più rapida di quella che si svolge per seme.[7]
- Per seme: tecnica che comporta la mescolanza del patrimonio genetico, definita moltiplicazione sessuata (o gamica), dato che avviene grazie all'unione di due cellule, una maschile e una femminile. Le piante nate da questo tipo di moltiplicazione non risultano uguali alla pianta madre, poiché subentra la variabilità genetica. Tale tecnica richiede tempi abbastanza lunghi, nonché precisi passaggi da seguire.[7]

## Olio essenziale

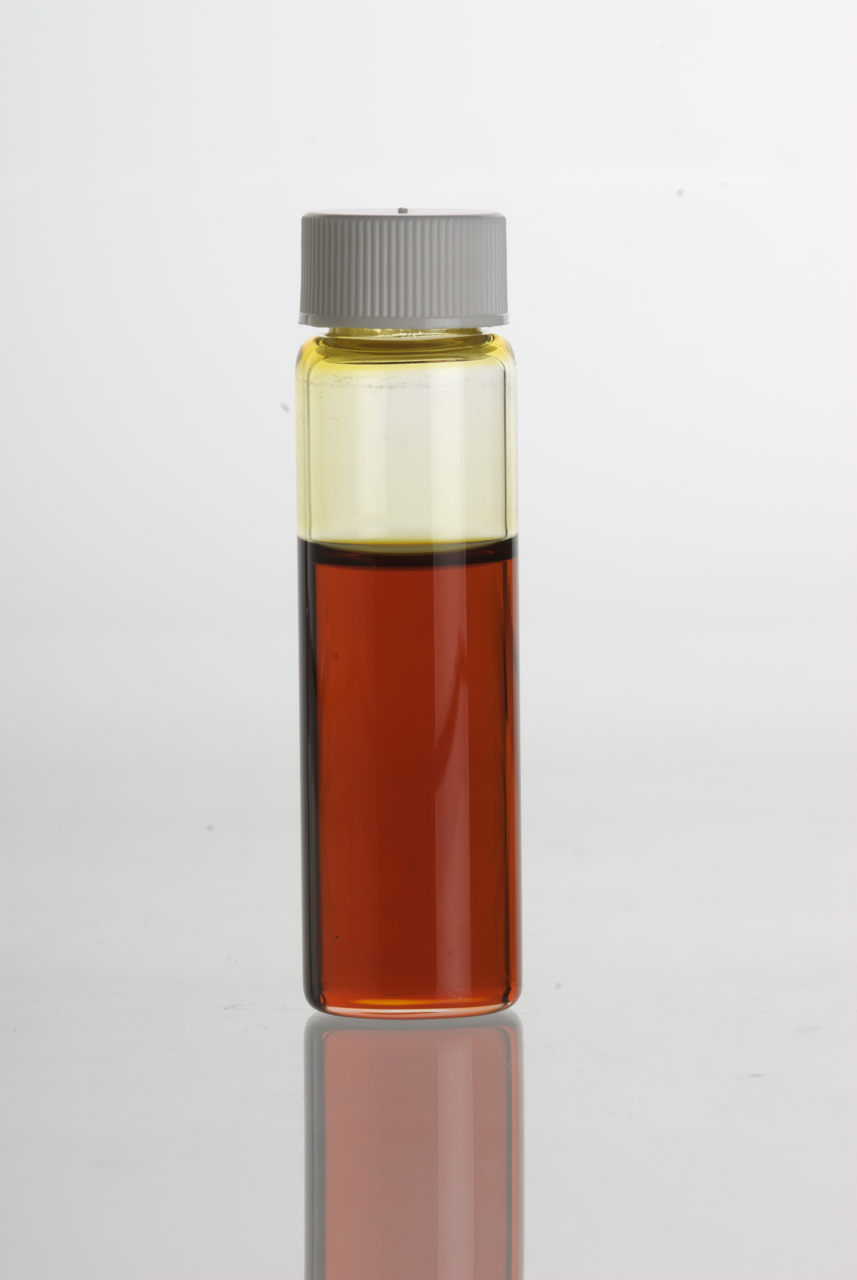
Olio Essenziale di patchouli

Il patchouli è una pianta conosciuta in modo particolare poiché dai suoi componenti si estrae un olio essenziale dalle molteplici proprietà benefiche e dal profumo intenso, molto celebre e pregiato in cosmesi.

### Componenti chimiche
L'olio essenziale di patchouli è composto dalle seguenti componenti chimiche:
- Patchoulolo: alcol a catena sesquiterpenica, chiamato anche "alcol di patchouli", che rende l'essenza caratteristica
- Patchoulene: sostanza che espleta proprietà cicatrizzanti se diluita in una matrice grassa; simile all'azulene presente nella camomilla
- Benzaldeide e aldeidi di cannella: componenti attive nel fitocomplesso utilizzate in campo medico per sconfiggere infezioni di tipo micotico
- Norpatchoulenolo, bulnesolo e pogostolo: altre componenti attive nel fitocomplesso

### Estrazione
L'estrazione dell'olio essenziale di patchouli avviene con il metodo di distillazione frazionata in corrente di vapore dei suoi componenti verdi (fusto, le foglie e fiori), processo che richiede la rottura delle loro pareti cellulari mediante scottature a vapore, fermentazione leggera o essiccazione. Tramite questa lavorazione si ottiene un olio dalla consistenza densa e dal tipico color ambra scuro.
Tuttavia, il profilo olfattivo dell'olio non risulta sempre uguale: questo dipende infatti dalle tecniche utilizzate dalla distilleria durante la coltivazione, il raccolto e la lavorazione, nonché dalle capacità del produttore che, con il suo olfatto, controlla il livello di fermentazione al fine di ottenere il tipico odore pungente tipico del legno, della terra e del sottobosco.

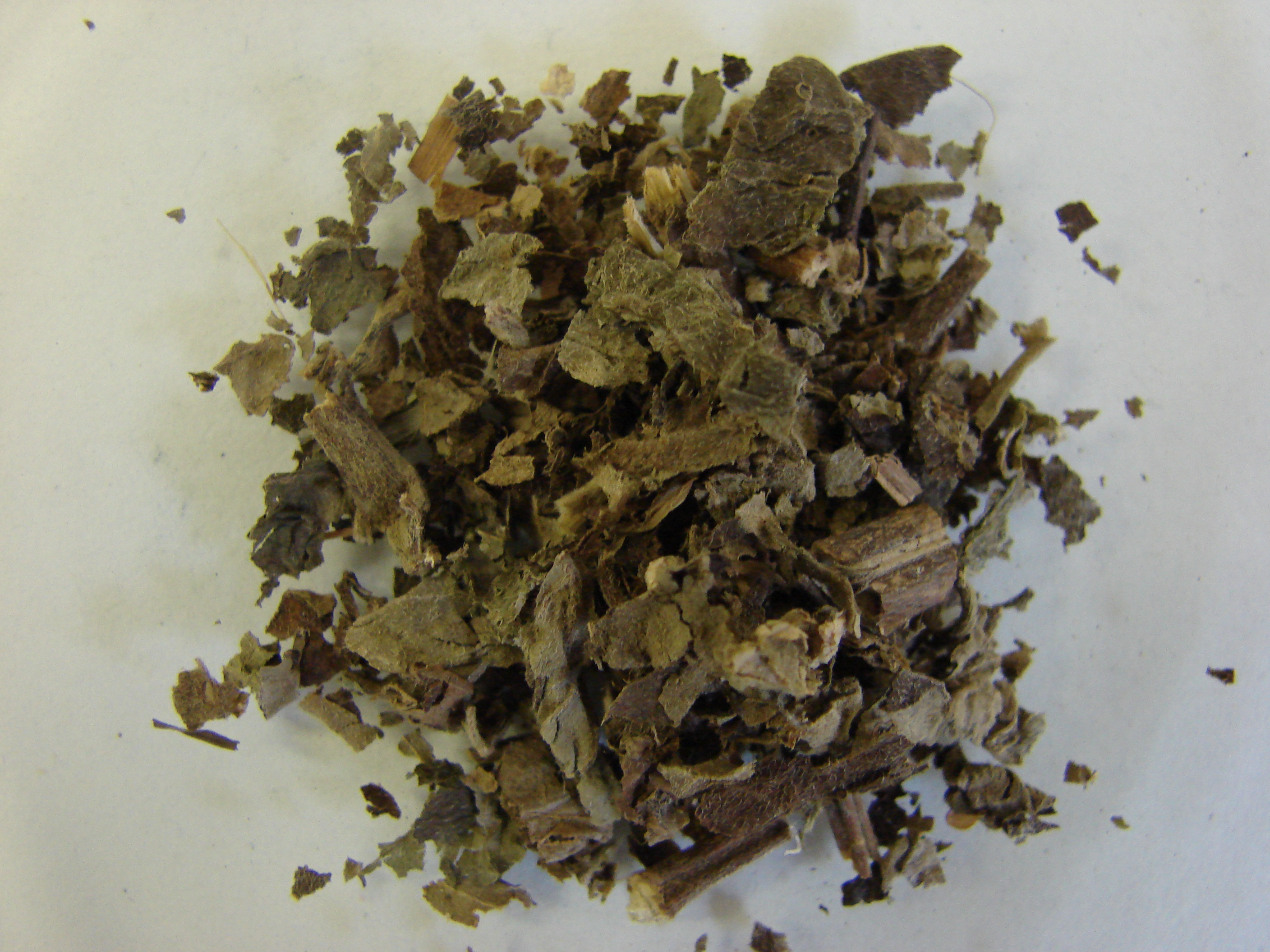
Foglie essiccate di patchouli

Le foglie, componente necessaria per estrarre l'olio essenziale, possono essere raccolte circa due o tre volte nel corso di un anno, specialmente nei mesi primaverili e estivi. Una volta raccolte, le foglie vengono fatte essiccare nel paese di origine della pianta per poi essere eventualmente esportate in paesi esteri per continuarvi la lavorazione dell'olio essenziale. 
Sembra che l'olio distillato nei pressi della piantagione, quindi nel caso in cui le foglie essiccate non subiscano l'esportazione, abbia una qualità superiore e principi attivi più forti rispetto a quello distillato all'estero mediante foglie importate.
Le foglie essiccate, inoltre, storicamente presentavano presunte proprietà benefiche di cui, nei paesi di origine della pianta, tuttora si approfitta: nella medicina orientale, ad esempio, le foglie vengono utilizzate per la cura di reumatismi, nausea, mal di testa e dolori addominali. Nella medicina giapponese, invece, le foglie essiccate di patchouli sono conosciute per le supposte proprietà come antidoto per il veleno dei serpenti.

### Proprietà

#### Funzione benefica per le piante
L'olio essenziale di patchouli, così come altri oli essenziali dall'intenso profumo, hanno svariate funzioni benefiche per le altre piante e per la loro sopravvivenza in natura: quest'olio, attraverso il suo odore, può proteggere le piante dagli insetti parassiti e quindi salvaguardarle da infezioni e malattie portate da altri funghi o batteri, ma può anche allontanare gli animali erbivori.
D'altro canto, l'olio può facilitare la riproduzione della specie della pianta interessata, in quanto l'aroma di patchouli attrae gli insetti responsabili del trasporto del polline.
Inoltre, l'olio può evitare la propagazione di specie antagoniste alla piante dal momento in cui, per mezzo della pioggia, l'odore si propaga attraverso il terreno circostante.

### Utilizzo in medicina naturopatica
L'olio essenziale di patchouli è ampiamente utilizzato in naturopatia, viste le sue presunte proprietà benefiche a vantaggio di corpo e mente. Tuttavia, l'efficacia dei mezzi utilizzati nel campo della medicina alternativa non è scientificamente dimostrata, motivo per cui la medicina allopatica si dimostra critica nei confronti delle pratiche naturopatiche.
Le controindicazioni all'utilizzo dell'olio essenziale di patchouli per eventuali benefici si presentano in casi particolari di uso interno e in casi di gravidanza, allattamento, allergia, epilessia, insufficienze renali, gravi epatopatie e in presenza di bambini.
Viste le presunte proprietà astringenti sul sistema circolatorio, l’olio di patchouli è utilizzato per alleviare disturbi come la ritenzione idrica o la cellulite.
L’olio essenziale di patchouli è un tonico, e nella medicina alternativa viene utilizzato come stimolatore del metabolismo: se inalato tramite un diffusore, aiuterebbe a tonificare il fegato, lo stomaco e l'intestino, stimolando la capacità di scomporre il cibo e di assorbire le sostanze nutritive in modo ottimale. Aiutando il metabolismo, l’olio di patchouli regala più energia e aiuta il corpo a funzionare in maniera corretta.
L'olio essenziale di patchouli avrebbe potere diuretico: nelle cure naturali, la sua assunzione in forma diluita viene consigliata per aumentare la frequenza della minzione e favorire perciò l'espulsione delle tossine dal corpo. Per queste stesse proprietà, in naturopatia è sostenuta la capacità del patchouli di abbassare la pressione sanguigna e ridurre il livello di colesterolo.
In campo estetico, il patchouli viene utilizzato per le sue supposte proprietà tissutali rinvigorenti, perciò è ingrediente di oli e creme utilizzate per massaggi terapeutici e bagni rilassanti.
Se aggiunto al balsamo o se massaggiato in breve quantità sul cuoio capelluto, l'olio essenziale di patchouli viene utilizzato anche sui capelli, per una possibile prevenzione della perdita così come di un'eccessiva caduta, ma anche della formazione di forfora. 
L'olio di patchouli è conosciuto e largamente diffuso per pulire e nutrire i dreadlocks in modo naturale.

#### Funzione benefica per la mente
La medicina alternativa attribuisce all'olio essenziale di patchouli supposte proprietà benefiche anche per la psiche. La sua azione, in questo caso, si rivelerebbe efficace a livello olfattivo, vale a dire tramite inalazione dell'aroma, motivo per cui queste pratiche vengono attribuite al campo più specifico dell'aromaterapia.
L'olio essenziale di patchouli viene considerato dagli aromaterapeuti un rimedio per curare disturbi psichiatrici come la depressione: la sua inalazione, infatti, lavorerebbe sugli ormoni, favorendo il rilascio di serotonina (indispensabile per la regolazione dell'umore) e dopamina, agendo di conseguenza su sentimenti quali rabbia, agitazione e stati psichici come l'ansia, assolvendoli.
L’olio essenziale di patchouli rappresenta presunti effetti benefici nei casi di esaurimento psico-fisico, forte stress e disturbi sessuali, esercitando un’azione euforizzante; se inalato, infatti, indurrebbe la ghiandola pituitaria a produrre endorfina. Per questa stessa proprietà, la medicina alternativa sostiene il potere afrodisiaco dell'olio, il quale aiuterebbe in caso di frigidità, calo della libido, oltre ad aumentare concentrazione e energie positive.
La conoscenza della presunta proprietà afrodisiaca dell'olio di patchouli risale ai tempi dei Romani, che lo utilizzavano come ingrediente stimolante; il patchouli, infatti, aumenterebbe i livelli degli ormoni steroidei sia maschili (testosterone) che femminili (estrogeni). Alcune teorie naturopatiche ritengono l'olio di patchouli un naturale rimedio per combattere disturbi come l'impotenza o la disfunzione erettile.

## Usi

### Insetticida, repellente
I principi attivi che vengono estratti dalle foglie di patchouli sono ampiamente utilizzati come insetticida, in modo particolare contro le termiti sotterranee. Specialmente durante i periodi estivi, poi, il patchouli viene utilizzato come repellente per tenere lontano dalla biancheria e dagli ambienti insetti come zanzare, mosche, pidocchi, pulci e falene.
Allo stesso modo, in Medio Oriente, i commercianti di seta usavano avvolgere scialli e tessuti pregiati in pacchi contenenti proprio le foglie di patchouli, allo scopo di respingere insetti e tarme.

### Profumatore per ambienti, vestiti e biancheria
L'aroma è noto anche come profumatore per ambienti e vestiti. Il patchouli è spesso ingrediente di lozioni, spray, fumiganti e vaporizzatori. Inoltre, sotto forma di foglie essiccate, il patchouli è presente nelle composizioni potpourri insieme ad altre essenze quali la salvia o la lavanda.

### Culinaria
Nell'industria alimentare dei paesi asiatici l'aroma di patchouli viene utilizzato per dare sapore e odore ai dolciumi, in particolare alle caramelle, ma anche alle bevande.
Le foglie di patchouli sono usate come ingrediente per produrre tisane alle erbe; in alcune culture, poi, le foglie vengono mangiate come verdure o usate come condimento.

### Giocattoli
Nel 1985 la casa produttrice di giocattoli Mattel ha utilizzato l'olio di patchouli nella plastica utilizzata per la fabbricazione della figura di Stinkor nella linea di giocattoli Masters of the Universe: l'odore di Stinkor è infatti identificabile con l'aroma di patchouli, con il quale la plastica utilizzata per modellarlo è stata infusa, motivo per cui il giocattolo, con il tempo, non si scoloriva o rovinava.
Questa proprietà particolare è fruibile per tutti i giocattoli, al fine di garantire una maggiore tenuta nel tempo della plastica di cui questi sono composti.

### Incenso (con particolare riferimento al movimento hippie)
La popolarità del patchouli esplose in America e in Europa alla fine degli anni ’60, in concomitanza con la nascita del movimento pacifista e della corrente degli hippie. La generazione dei "figli dei fiori" ha reso il patchouli un importante simbolo olfattivo del loro credo nella pace, nell’amore libero e delle loro tendenze orientalistiche. Bruciato e poi utilizzato sotto forma di bastoncini di incenso, l'aroma di patchouli divenne in poco tempo il manifesto aromatico della rivoluzione sessuale; gli hippie lo indossavano come olio profumato, viste le sue supposte proprietà afrodisiache, al fine di stimolare o risvegliare il desiderio sessuale.
In seguito, il patchouli diventò l'aroma simbolo dei party più trasgressivi dell’industria del cinema e della musica, visto il suo sentore dark-bohémien.
Nel 1989 la cantante Madonna fece confezionare le prime stampe di CD, cassette e LP del suo album Like a Prayer  impregnandole con il celebre profumo Chanel N°5, a base di patchouli, al fine di simulare l'odore dell'incenso della chiesa.

### Profumeria
Il patchouli viene utilizzato come essenza in profumeria e in modo specifico nei profumi maschili, viste le sue note muschiate e pungenti. Più in generale, però, questo aroma funge quasi sempre da nota di fondo per i profumi, perché aiuta a fissare la fragranza sulla pelle. Per questo motivo oggi questo aroma è utilizzato nella preparazione di un terzo dei profumi prodotti.
In profumeria il patchouli può essere utilizzato come ingrediente protagonista, ma spesso è presente in unione con il vetiver, una pianta erbacea perenne da cui si estrae un olio essenziale molto odoroso.
Nella piramide olfattiva rientra nella famiglia boisé, detta anche legnosa, ed è spesso ingrediente di composizioni orientali e dei profumi chiamati cipriati, dal celebre Chypre del profumiere francese François Coty.
Fragranze classiche che presentano come componente importante il patchouli sono lo Chanel Nº 5 e i profumi emblema degli anni ’80 come Opium dello stilista francese Yves Saint-Laurent e il profumo omonimo della stilista Paloma Picasso. Negli anni '90, poi, il patchouli è ingrediente della fragranza Acqua di Giò dell'italiano Giorgio Armani, nonché cuore dell'essenza Portrait of a Lady del profumiere francese Dominique Ropion.
Profumi successivi che hanno fatto del patchouli un ingrediente distintivo della loro composizione sono For Him dello stilista statunitense Narciso Rodriguez e la fragranza Gucci Guilty Intense, della casa di moda italiana Gucci.